# Kékmellű csillagoskolibri
A kékmellű csillagoskolibri (Coeligena helianthea) a madarak osztályának sarlósfecske-alakúak (Apodiformes)  rendjébe és a kolibrifélék (Trochilidae) családjába tartozó faj.
A magyar név forrással nincs megerősítve.

## Előfordulása
Dél-Amerikában Kolumbia és Venezuela területén honos. A természetes élőhelye szubtrópusi és trópusi hegyi- esőerdők, legelők és cserjések.

## Alfajai
- Coeligena helianthea helianthea (Lesson, 1839)
- Coeligena helianthea tamai Berlioz & W. H. Phelps, 1953